# Toleranca (tehnika)
Toleranca v tehniki je običajno izražena v odstotkih nominalne vrednosti in se imenuje tudi stopnja zaupanja, ker določa mero, do katere je različna dejanska vrednost sprejemljiva kot nominalna vrednost. Na primer, za naročeno meter dolgo cev (nominalna vrednost), je pri toleranci 10% proizvajalec upravičen dobaviti bodisi 90 cm kot 110 cm dolgo cev (dejanska vrednost).
V strojništvu so tolerance podane v μm (mikro meter). Tolerance določene s standardi lahko najdemo
v Krautovem strojniškem priročniku. Če tolerance niso podane, se upošteva odstopna mera, ki je prav tako predpisana s standardom in sicer za desetinko milimetra.